# Étendard de Brest
El Étendard de Brest fue un equipo de baloncesto francés con sede en la ciudad de Brest. Disputaba sus partidos en la Salle Marcel Cerdan, con capacidad para 2.270 espectadores.
En 2016 el club quebró por problemas económicos. Para ocupar su lugar se creó el Étendard 1952.

## Posiciones en liga
- 1992 - (1-N3)
- 1993 - (N2)
- 1994 - (18-ProB)
- 1995 - (2-N2)
- 1996 - (9-ProB)
- 1997 - (11-ProB)
- 1998 - (10-ProB)
- 1999 - (17-ProB)
- 2000 - (15-ProB)
- 2001 - (8-ProB)
- 2002 - (15-ProB)
- 2003 - (9-ProB)
- 2004 - (8-ProB)
- 2005 - (1-ProB)
- 2006 - (17-ProA)
- 2007 - (5-ProB)
- 2008 - (11-ProB)
- 2009 - (10-ProB)
- 2010 - (18-ProB)
- 2011 - (5-NM1)
- 2012 - (9-NM1)
- 2013 - (2-NM3)
- 2014 - (1-NM3)
- 2015 - (8-NM2)
- 2016 - (5-NM2)

## Palmarés
- Campeón Pro B - 2005
- Semifinales Copa de baloncesto de Francia - 2001
- Subcampeón Play-Offs NM1 - 2011
- Campeón NM3 - 2014

## Jugadores Históricos
- Kenny Younger
- Jimmy Vérove
- Franck Vérove
- Abdoulaye Badiane
- Stephen Brun
- Tyson Patterson
- Eric Schmieder
- Jérôme Schmitt